# Paulina Vodanovic
Paulina Vodanovic, née le 20 septembre 1971 à Santiago, est une avocate et femme politique chilienne. Elle est présidente du Parti socialiste et sénatrice depuis avril 2023.
Elle est élue présidente du Parti socialiste en juin 2022. Auparavant, elle fut collaboratrice au sein de ministères durant la seconde présidence de Michelle Bachelet, puis intègre le gouvernement en octobre 2015 en tant que Sous-secrétaire aux Forces armées.

## Biographie

### Famille, études et parcours professionnel
Elle est la fille de María Rosa Rojas Verdugo et de l'ancien sénateur socialiste et ancien ministre de la Cour constitutionnelle Hernán Vodanovic (es).
Elle mène ses études à l'Alliance française et au lycée n°1 Javiera Carrera (es), un établissement privé réservé aux filles, d'où elle sort diplômée.
Elle entre à la faculté de droit de l'Université du Chili, obtient son diplôme d'avocate en 2003, puis étudie une maîtrise en droit public au sein de la même université.
Elle s'est consacrée à sa profession d'avocate, plaidant devant la Cour suprême et les cours d'appels, en plus d'exercer activement devant les tribunaux civils, plus précisément du travail et de la famille. Elle a été juge nommée par les tribunaux civils de Santiago.
Parallèlement, elle enseigne le droit politique et le droit constitutionnel à l'Université autonome du Chili (es) et à l'Université des arts, sciences et communication (es).

### Parcours politique

#### Membre du PS et Sous-secrétaire
Membre du Parti socialiste depuis 1989, elle accède à d'importes responsabilités nationales lors du second gouvernement de Michelle Bachelet. Entre août 2014 et mai 2015, elle a été chef de la division juridique au ministère de la Justice. Ensuite, elle est nommée chef des conseillers juridiques au ministère de la Défense, puis elle devient chef de cabinet du ministre, José Antonio Gómez Urrutia (es) entre mai et septembre 2015.
Le 21 octobre 2015, elle est nommée Sous-secrétaire aux Forces armées par Michelle Bachelet, devenant la première femme à occuper cette fonction ministérielle. Sous sa gestion du ministère, elle participe à une correction administrative du système de retraite des forces armées, une nouvelle politique financière, à l'élaboration de protocoles contre le harcèlement sexuel, et la réalisation d'un programme de droits de l'homme.

### Présidente d'une fondation et campagnes électorales
Après avoir quitté sa fonction de Sous-secrétaire au sein du gouvernement en mars 2018, elle devient conseillère au barreau chilien entre 2019 et 2021.
En mars 2020, elle est nommée présidente de la Fondation Horizonte Ciudadano, créée par la présidente Bachelet en 2018. Elle préside également la Commission des droits de l'homme de la fondation. 
En janvier 2021, elle rejoint en tant que coordinatrice la campagne présidentielle de la socialiste Paula Narváez pour la primaire interne d'Unité constituante, avant l'élection présidentielle de novembre.

### Présidente du Parti socialiste et figure de l'Alliance gouvernementale
Lors des élections du nouveau comité central du PS en mai 2022, elle a été la personnalité la plus votée en interne, la désignant comme future présidente. Le 11 juin 2022, elle est officiellement élue par le Comité central comme présidente du parti.

### Sénatrice
Le 19 avril 2023, son prédécesseur à la tête du parti Álvaro Elizalde est nommé en tant que ministre-secrétaire général du Gouvernement. Néanmoins, ce dernier est sénateur et a donc du renoncer à son mandat législatif. 
Une personnalité du Parti socialiste doit donc le remplacer au Sénat, le soir-même de la nomination, Paulina Vodanovic indique être disponible pour remplir cette fonction, tandis que certains au sein du parti, notamment des sénateurs, souhaitant la nomination de l'ancienne présidente Michelle Bachelet, une figure respectée au sein du parti et de l'ensemble de la gauche.
Le 21 avril, le Conseil d'administration du parti a adopté, à l'unanimité, l'examen par la commission politique de la candidature de Paulina Vodanovic pour remplacer Álvaro Elizalde. Le communiqué du conseil indique la convocation de la commission politique le 23 avril.
Selon le président du groupe du Parti socialiste Alfonso de Urresti (es) au Sénat, Vodanovic a une majorité de soutien pour que sa candidature soit approuvée. Le 23 avril, elle est validée comme sénatrice par cette même commission à l'unanimité.